# Carpark North
I Carpark North sono un gruppo musicale danese electropop - synth rock. Il gruppo è stato formato in una sala prove ad Aarhus il 28 luglio 1999 da Lau Højen (voce, chitarra), Søren Balsner (basso, sintetizzatori) e Morten Thorhauge (batteria).
Il nome è una commistione delle due anime del gruppo: la parte synth rock (ovvero Carpark: associato a sensazioni dure, ruvide e rock) e quella electropop (North, associato alle le luci del nord, alla neve ed alle stelle).
La canzone di maggior successo del gruppo è il singolo Human del (2005), inserito anche nella colonna sonora del videogioco FIFA 08.

## Discografia
Album in studio
- 2003 - Carpark North
- 2005 - All Things to All People
- 2008 - Grateful
- 2010 - Lost
- 2014 - Phoenix

2018 - Hope
Demo
- 2000 - Carstereo

EP
- 2002 - 40 Days

Raccolte
- 2010 - Best Days (Greatest & Live)